# 274.
◄ | 2. stoljeće | 3. stoljeće | 4. stoljeće | ►
◄ | 240-ih | 250-ih | 260-ih | 270-ih | 280-ih | 290-ih | 300-ih | ►
◄◄ | ◄ | 271. | 272. | 273. | 274. | 275. | 276. | 277. | ► | ►►
Astronomija • Književnost • Kršćanstvo

## Smrti
- 30. prosinca – Feliks I., papa

## Vanjske poveznice
|  | Zajednički poslužitelj ima još gradiva o temi 274. |